# くまたかつみ
くまたかつみ（ - 2011年11月20日）は、日本の漫画家。

## 人物
別名義で、目白次美（めじろつぐみ）がある。同人誌、成年コミックを執筆するときに使用。

## 漫画作品一覧

### くまたかつみ名義
- 太陽の子（集英社）
- 熱血DNA（原作：奥谷かひろ、ラポート）

### 目白次美名義
- 淫親挿姦（久保書店）
- 淫祭都 インサートX（松文館）
- 罠（司書房）
- 絶対隷奴（松文館）
- みなしこハッチ（司書房）
- くのいちズッコちゃん（司書房）
- MEGAヴァージン（オークラ出版）
- 嬲られ姫（松文館）
- 淫宴母子2 母子相姦アンソロジー（桜桃書房）
- 近親交尾宴（桃園書房）
- 喪失の学園（平和出版）
- 喪失賛歌（シーズ情報出版）
- 女教師コンプリート 女教師アンソロジー（司書房）
- キミのはじめてが欲しいんだっ!!（エンジェル出版）
- 幼辱の宴（モエールパブリッシング）
- 幼辱の宴2（モエールパブリッシング）
- グラマラス（司書房）
- ぷるるんBODY（司書房）
- ふたなりマキシマム（司書房）